# United Nations Supervision Mission in Syria
Die United Nations Supervision Mission in Syria, kurz UNSMIS (deutsch: Beobachtermission der Vereinten Nationen in Syrien), war eine UN-Mission in Syrien. Das Akronym UNSMIS ist nicht zu verwechseln mit der Krankenversicherungsgesellschaft, der United Nations Staff Mutual Insurance Society (UNSMIS) mit Sitz in Genf.

## Geschichte

### Im Vorfeld
Am 14. April 2012 beschloss der Sicherheitsrat der Vereinten Nationen mit der Resolution 2042 die Entsendung eines Vorausteams zur Überwachung der Waffenruhe im Bürgerkrieg in Syrien (Advance Team to Monitor Ceasefire in Syria). Die UN Military Observers (UNMO) im Umfang von 30 Personen standen unter der Leitung des marokkanischen Oberst Ahmed Himmiche. Am 15. April trafen die ersten Personen in Syrien ein. Geschützte Fahrzeuge vom Typ Toyota Land Cruiser für das UN-Vorauskommando wurden am 17. April 2012 von der italienischen Luftwaffe in Beirut im Libanon entladen.

### Offizielle UN-Mission
Am 21. April 2012 beschlossen die 15 Mitgliederstaaten des Sicherheitsrates der Vereinten Nationen mit der Resolution 2043 die Aufstockung des Personals von 30 auf 300 unbewaffnete Militärbeobachter und den Einsatz von Hubschraubern, da es mehrfach Berichte über die Verletzung der Waffenruhe gegeben hat und aufgrund der gegenwärtigen Lage und der Größe des Landes eine Aufstockung notwendig sei. Der Auftrag von UNSMIS lautete die „Einstellung der bewaffneten Gewalt in allen ihren Formen durch sämtliche Parteien zu überwachen sowie die vollständige Umsetzung des Sechs-Punkte-Vorschlags des Gesandten zu überwachen und zu unterstützen“.
Die seit dem 12. April 2012 geltende Waffenruhe beruhte auch auf den Sechs-Punkte-Vorschlag von Kofi Annan, als Gemeinsamen Sonderbeauftragten für die Vereinten Nationen und der Arabischen Liga, den die syrische Führung unter Präsident Baschar al-Assad am 25. März 2012 zustimmte.
Dieser sieht folgende Punkte vor:
1. die Zusammenarbeit aller Beteiligten beim politischen Prozess unter Moderation von Kofi Annan
2. einen von den Vereinten Nationen beobachteten Waffenstillstand, wobei die syrischen Streitkräfte sich aus den Wohnvierteln zurückziehen
3. der ungehinderte Zugang von humanitären Organisationen in die von Kämpfen betroffenen Gebiete
4. die Freilassung politischer Gefangener und Zugang zu allen Häftlingen
5. uneingeschränkte Bewegungsfreiheit für Journalisten im ganzen Land
6. Versammlungs- und Demonstrationsfreiheit

Bis zum 30. April 2012 sollten zunächst 30 der geplanten 300 Beobachter in Syrien stationiert werden, erklärte der UN-Sprecher Eduardo del Buey am 27. April. Bis zum 4. Mai 2012 stieg die Anzahl auf 40 Soldaten. Bis zum 13. Mai 2012 waren 189 Militärbeobachter und 61 zivile Fachleute im Einsatz. Am 29. Mai 2012 betrug die Stärke der UNSMIS 286 Militärbeobachter, 71 Zivilisten und 14 lokale zivile Mitarbeiter. Die Mission erreichte am 30. Juni 2012 eine Stärke von 278 Militärbeobachtern sowie 81 internationale und 40 lokale zivile Mitarbeitern. Einige designierte Militärbeobachter konnten der Mission nicht angehören, da ihnen das Visum verweigert wurde.
Die Ausführung der Mission war seit dem 16. Juni 2012 aufgrund eskalierender Gewalt gegenüber den Beobachtern unterbrochen. Es fanden keine Patrouillen mehr statt.

### Verlängerung des Mandats
Die Beobachtermission war zunächst auf 90 Tage begrenzt und wurde am 20. Juli 2012 durch die Resolution 2059 um weitere 30 Tage bis zum 20. August 2012 verlängert. Im Zuge der Verlängerung wurde der bisherige Leiter der UNSMIS, der norwegische General Robert Mood, der nicht mehr für eine Verlängerung zur Verfügung stand, durch den senegalesischen General Babacar Gaye ersetzt.
Vier Tage nach der Verlängerung, am 24. Juli, begann die UNSMIS, aufgrund der sich verschlechternden Sicherheitslage, die Hälfte seines Personals aus Syrien abziehen. Es gab keine Planungen für eine Rückkehr dieser Beobachter.
Am 29. Juli beschossen laut Ban Ki Moon Regierungssoldaten einen Konvoi der UNSMIS. In einem der fünf betroffenen Fahrzeuge saß Missionsleiter General Babacar Gaye. Er gab außerdem an, dass seit ihrem Bestehen bereits mehr als zwölf Beobachter-Fahrzeuge von Regierungstruppen zerstört wurden.

### Ende der Mission
Am 16. August 2012 hat der Sicherheitsrat der Vereinten Nationen das Ende der Beobachtermission UNSMIS angeordnet, da die Bedingungen für eine Fortsetzung nicht gegeben seien. Am 19. August 2012 um Mitternacht endete das Mandat für die UN-Friedensmission. Die Versuche der UN peacekeeping oder peacebuilding missions erfolgreich auszuführen sind bisher gescheitert. Syrien kann nach Gregor Schöllgen als Beispiel dafür gelten, dass die UN den Anforderungen des 21. Jahrhunderts nicht mehr gewachsen sind.